# Bon Bini: Judeska in da House
Bon Bini: Judeska in da House is een Nederlandse filmkomedie uit 2020 geregisseerd door Jonathan Herman. De film ging op 10 december 2020 in première en is een spin-off-film van Bon Bini Holland (2015) en Bon Bini Holland 2 (2018).

## Verhaal
De film volgt Judeska, die haar nichtje Gabriëlla afzet op het landgoed van haar nieuwe vriendje Lucas. Als Lucas' vader, een prominente politicus en de Minister van Binnenlandse Zaken, een landelijke corona-lockdown afkondigt, moet Judeska ook verplicht bij de rijke familie in het landhuis blijven. Doordat Judeska en de familie uit twee totaal verschillende culturen komen, ontstaat er al snel spanning in het landhuis, wat zich uit in een veldslag tussen de twee kampen, terwijl ze de lockdown uit moeten zitten.

## Rolverdeling
| acteur                    | personage    |
| ------------------------- | ------------ |
| Jandino Asporaat          | Judeska      |
| Cynthia Abma              | Liselot      |
| Arjan Ederveen            | James        |
| René van Zinnicq Bergmann | Erik-Jan     |
| Belinda van der Stoep     | Gabriëlla    |
| Alexander Schuitema       | Lucas        |
| Davy Eduard King          | Pablo        |
| Britt Scholte             | Marie-Claire |
| Rutger de Bekker          | Lodewijk     |
| Edsilia Rombley           | tante Cheryl |
| Humberto Tan              | interviewer  |

## Achtergrond
Na het succes van de eerdere films Bon Bini Holland uit 2015 en Bon Bini Holland 2 uit 2018 wilde Jandino Asporaat de vervolgfilm Bon Bini Holland 3 maken, maar door de coronacrisis in Nederland besloot Asporaat de plannen voor die film uit te stellen en deze film te maken met minder mensen en een beperkte opnamelocatie.
Bon Bini: Judeska in da House ging op 10 december 2020 in première, echter na vier dagen kwam er een corona-lockdown waardoor de bioscopen dicht moesten. De film werd vervolgens een half jaar later, op 5 juni 2021, na de corona-lockdown opnieuw in de bioscoop uitgebracht. Vijf dagen later, op 10 juni 2021, werd de film bekroond met een Gouden Film voor het behalen van 100.000 bezoekers, hiermee was het de eerste film die deze mijlpaal wist te behalen na de corona-lockdown.
De film won in oktober 2021 een Gouden Kalf in de categorie Publiek.